# طاقة مظلمة
تعرف الطاقة المظلمة في علم الكون وفيزياء الجسيمات بأنها أحد الأشكال الافتراضية للطاقة التي تملأ الفضاء والتي تملك ضغطاً سالبا. وحسب مفهوم نظرية النسبية العامة لآينشتاين، إن تأثير مثل هذا الضغط السالب يكون مشابهاً لقوة معاكسة للجاذبية في المقاييس الكبيرة. وإن افتراض مثل هذا التأثير هو الأكثر شعبية حالياً لتفسير تمدد الكون بمعدل متسارع، كما يشكل تفسيراً معقولاً لجزء كبير من المادة المفقودة missing mass في الفضاء الكوني.

## الأساس النظري
تعتبر النظرية النسبية العامة هي أساس تطور الكون وتشكيله. وبالنسبة إلى تمدد الكون أو انكماشه فإن المادة تعمل على خفض سرعة تمدد الكون من خلال خاصية جاذبيتها. وبالنسبة للثابت الكوني (لأينشتاين) فإنه في صورته الموجبة يعمل على تسريع سرعة تمدد الكون.
وما نشاهده من تسارع في تمدد الكون فيمكن تفسيره بالثابت الكوني. وطبقا لنموذج نشأة الكون المقبولة حاليا بين العلماء فيفترض وجود ثابت كوني ذو قيمة تختلف عن الصفر، ويعادل الثابت الكوني طاقة تسمى طاقة الفراغ وهي تلك الطاقة التي تعمل مضادة لقوى التجاذب بين المادة في الكون. وبعد أن اكتشفنا أن مكونات الكون من مجرات ونجوم ليست ثابته في مواقعها، وإنما تبتعد عن بعضها البعض تحت تأثير تمدد الكون، فقد عدّل أينشتاين معادلته في النظرية النسبية العامة وافترض أن الثابت الكوني مساويا للصفر. وعلى الرغم من ذلك فإن بعض الأبحاث قامت بدراسة نماذج للكون ليتخذ فيها الثابت الكوني قيم تختلف عن الصفر، ومنها على سبيل المثال كون لاميتر Lemaître-Universum.

## المشاهدات
بعدما تأكد الفلكيون من مشاهدة تمدد الكون بواسطة قياس الانزياح الأحمر لأطياف المجرات، قاموا وما زالوا يقومون بإجراء قياسات تفصيلية لغرض تعيين سرعة تمدد الكون ومدى تغيرها عبر الزمن منذ نشأة الكون.

وتختص القياسات بصفة خاصة بقياس بعد المستعرات العظمى البعيدة عنا من نوع 1a. وقد أظهرت تلك القياسات حتى الآن عكس ما توقعه الفلكيون من انخفاض سرعة تمدد الكون مع الزمن، بل تدل القياسات على زيادة سرعة التمدد. ومنذ هذا الاكتشاف يرجح العلماء زيادة سرعة تمدد الكون إلى وجود طاقة مظلمة غير معروفة، وتسمى بالطاقة المظلمة لأنها ليست من أشكال الطاقة المعهودة لنا.
وطبقا لنموذج الكون الذي يناقشه العلماء على أساس المشاهدات أن الكون يتكون بنسبة 72% من الطاقة المظلمة ونحو 23 % من مادة مظلمة ونحو 5 % فقط من المادة المرئية الباريونية.
كما يمكن للطاقة المظلمة تفسير ظاهرة انبساط الكون. فمن ما هو مسلم به أن المادة العادية الموجودة في الكون لا تكفي لأن تجعل الكون في صورته المنبسطة (بمعنى أن يمكن وصفه بالهندسة الإقليدية) فالمادة العادية تشكل بين 2 % إلى 5 % من كمية المادة اللازمة لإيقاف تمدد الكون أو عكسه بفعل الجاذبية لكي ينكمش وينهار على نفسه.
ومن خلال مشاهدة التجاذب بين المجرات الناتج عن الجاذبية وتساعد عليها المادة المظلمة، يتبين أن كمية المادة المظلمة الموجودة لا تتعدى 30 % من المادة اللازمة لإيقاف تمدد الكون.
ويبلغ مقدار الطاقة المظلمة طبقا لمعادلة أينشتاين عن تكافؤ المادة والطاقة :E = mc2، عند افتراض تحولها إلى مادة، تبلغ ذلك الجزء الباقي لتكملة كمية المادة الآزمة لإيقاف تمدد الكون.
وتعتبر الطاقة المظلمة في نفس الوقت أحد الإحداثيات الهامة لنموذج التكوين البنائي.

## إشعاع الخلفية الميكروني الكوني

تقدير توزيع نسب المادة المرئية والمادة المظلمة والطاقة المظلمة في الكون.

يعتبر افتراض وجود الطاقة المظلمة مهم بالنسبة إلى تفسير قياسات التكوين الهندسي للكون وكمية ما يحتويه من مادة بصرف النظر عن طبيعة الطاقة المظلمة. وتبين قياسات إشعاع الخلفية الميكروني الكوني وتوزيعها التي قام بقياسها مسبار ويلكينسون لقياس اختلاف الموجات الراديوية WMAP أن الكون قريب من أن يكون مسطحاً، ومن أجل أن يكون شكل الكون مسطحا يلزم أن تكون كثافة المادة وبالتالي الطاقة مساوية لكثافة حرجة. وتشكل كمية المادة طبقا لقياسات المسبار والمكونة من المادة المرئية والمادة المظلمة (التي لا تشع أو تمتص ضوءاً) نحو 30 % من تلك الكثافة الحرجة. وهذا يعني وجوب وجود شكل إضافي للطاقة غير معروف يكون النسبة الباقية المقدرة ب 70 %.
وتشير القياسات الحالية التي أجراها المسبار WMAP لأشعة الخلفية الميكرونية الكونية إلى أن الكون يتكون بنسبة 74% من طاقة مظلمة، ونحو 22% مادة مظلمة، ونحو 4% مادة عادية مرئية.

## ماهيتها Quintessence
يعتقد إن ماهية الطاقة المظلمة الغامضة بسبب تزايد سرعة التمدد الكوني المشاهد والذي يعود إلى طاقة طبيعة المجال غير المتجه المسمى مجال كوينتيسينس.
ويختلف مجال الكوينتيسينس عن الثابت الكوني لآينشتاين بأنه قابل للتغيير في الزمان والمكان. ولكي لا يتراكم ولا يتخذ أشكالاً بنائية مثلما تفعل المادة، فيجب أن يتصف هذا المجال بالخفة وكذلك زيادة طول موجة كومبتون.
ولم يكتشف مجال الكوينتيسينس بعد ولكن يميل بعض العلماء إلى الاعتقاد بوجوده. وإن افتراض وجود مجال الكوينتيسينس يسمح بمعدل أقل لتمدد الكون عن تأثير الثابت الكوني. وتفترض إحدى النظريات renormalization theory أن المجالات غير المتجهة لا بد وأن يقترن بها كتل كبيرة.
ويتساءل بعض العلماء لماذا حدث تسارع في سرعة تمدد الكون في وقت حدوثها، فإنه إذا افترض وحدث تسارع في التمدد الكوني في زمن قبل ذلك لما استطاعت المجرات أن تتكون، إذ لم يكن لها وقت كاف لكي تتكون ولا يمكن بالتالي وجود الحياة في الكون، أو لا يمكن للحياة التشكل في صورتها الحالية على الأقل في الكون.
وفي عام 2004 عندما حاول بعض العلماء الربط بين تطور الطاقة المظلمة والقياسات الكونية تبين لهم أنه من الممكن أن تكون معادل الحالة للتمدد الكوني قد عبرت نطاق الثابت الكوني (w=-1) من قيمة موجبة إلى قيمة سالبة.
ويعتقد بعض العلماء بأن الطاقة المظلمة تطورت مع الزمن بحيث زادت كثافتها.
ولا تزال الطاقة المظلمة غير معروفة ولا يزال البحث جاريا لمعرفة حقيقتها.

## شكوك حول النظرية
شكك فريق من الباحثين من جامعة أكسفورد سنة 2016 في خاصية تسارع التمدد الكوني، والذي يشكل الأساس النظري لمفهوم الطاقة المظلمة، بعد دراسة لحوالي 740 نجم «سوبر نوفا» موزعة على عدد من المجرات، وتوصلوا إلى نتيجة أن الكون يتمدد بطريقة ثابتة وبدون تسارع.
ويؤشر هذا البحث الجديد على استمرار جدلية وجود الطاقة المظلمة من عدمه، وعلى أن أعمدة النموذج الكسمولوجي لا تزال تحتاج إلى البحث والتدقيق على ضوء المعطيات الجديدة